# Goljung
Goljung (en népalais : गोल्जुङ) est un comité de développement villageois du Népal situé dans le district de Rasuwa. Au recensement de 2011, il comptait 972 habitants.